# Sæby (Kalundborg Kommune)
 Denne artikel omhandler byen Sæby (Kalundborg Kommune). Der er også andre byer med dette navn, se Sæby (flertydig).
Sæby er en landsby på Nordvestsjælland med 353 indbyggere  (2024). Sæby er beliggende i Sæby Sogn nær Tissø med fem kilometer til Høng, Gørlev og Ruds Vedby. Landsbyen tilhører Kalundborg Kommune og er beliggende i Region Sjælland.
Sæby Kirke ligger nær landsbyen.